# Donkey Xote
Donkey Xote es una película de animación 3D del año 2007 dirigida por José Pozo. Fue estrenada el 5 de diciembre de 2007 en quince países. El guion está basado en la segunda parte de Don Quijote de la Mancha del autor Miguel de Cervantes Saavedra. Fue además la primera película de animación española con videojuego.

## Argumento
Harto de la vida contemplativa que llevan en La Mancha, Quijote decide acudir a una aventura sin límites: afrontar un nuevo reto de caballero de la Media Luna en Barcelona.
Si Quijote pierde este duelo, deberá renunciar a su amor por Dulcinea para siempre, pero si es el vencedor, este enigmático caballero no solo entregará todos sus bienes y posesiones, sino que también revelará la verdadera identidad de tan soñada dama.
El problema en esta nueva andadura es que antes de partir debe convencer a su amigo y escudero Sancho, desilusionado por la ausencia de tesoros e islas y al que, además, Quijote debe dos años de salario. Deberá tirar de Rocinante, su antaño bravo y valeroso corcel, ahora retirado a una vida tranquila y apacible cuidando de sus gallinas; y es que su actual velocidad punta no supera los doscientos metros al año.
Por suerte Quijote cuenta con grandes aliados dispuestos a seguirle hasta el final: Rucio, el burrito de Sancho, con alma aventurera y aspirante a convertirse algún día en caballo, y si puede ser, de su admirado don Quijote. Y James Gallo, una mezcla entre James Bond y Jackie Chan, obsesionado con proteger sus espaldas.
Pero no es nada fácil hacer el papel de héroes en esos tiempos, porque deberán competir con cientos de falsos Quijotes que han inundado La Mancha, estimulados por las aventuras del libro, y deberán esquivar una gran diversidad de peligros durante su viaje: comadrejas espías, falsas Dulcineas, peligrosos leones, duques histéricos y, el mayor de los peligros, el misterioso Siniestro.

## Banda sonora
- Dónde Están Mis Sueños - Marta Sánchez
- A New Day Has Come - Elisabeth Gray
- Hit Me With Your Best Shot - Tessa
- Born Free - Alex Warner
- True Colours - Elisabeth Gray
- I Fought the Law - Alex Warner
- Games People Play - Alex Warner

## Premios

### Premios Gaudí
| Año  | Categoría                   | Resultado |
| ---- | --------------------------- | --------- |
| 2008 | Mejor película de animación | Nominado  |

### Premios Goya
| Año  | Categoría                   | Resultado |
| ---- | --------------------------- | --------- |
| 2008 | Mejor película de animación | Nominado  |